# Gebrauchtwagen

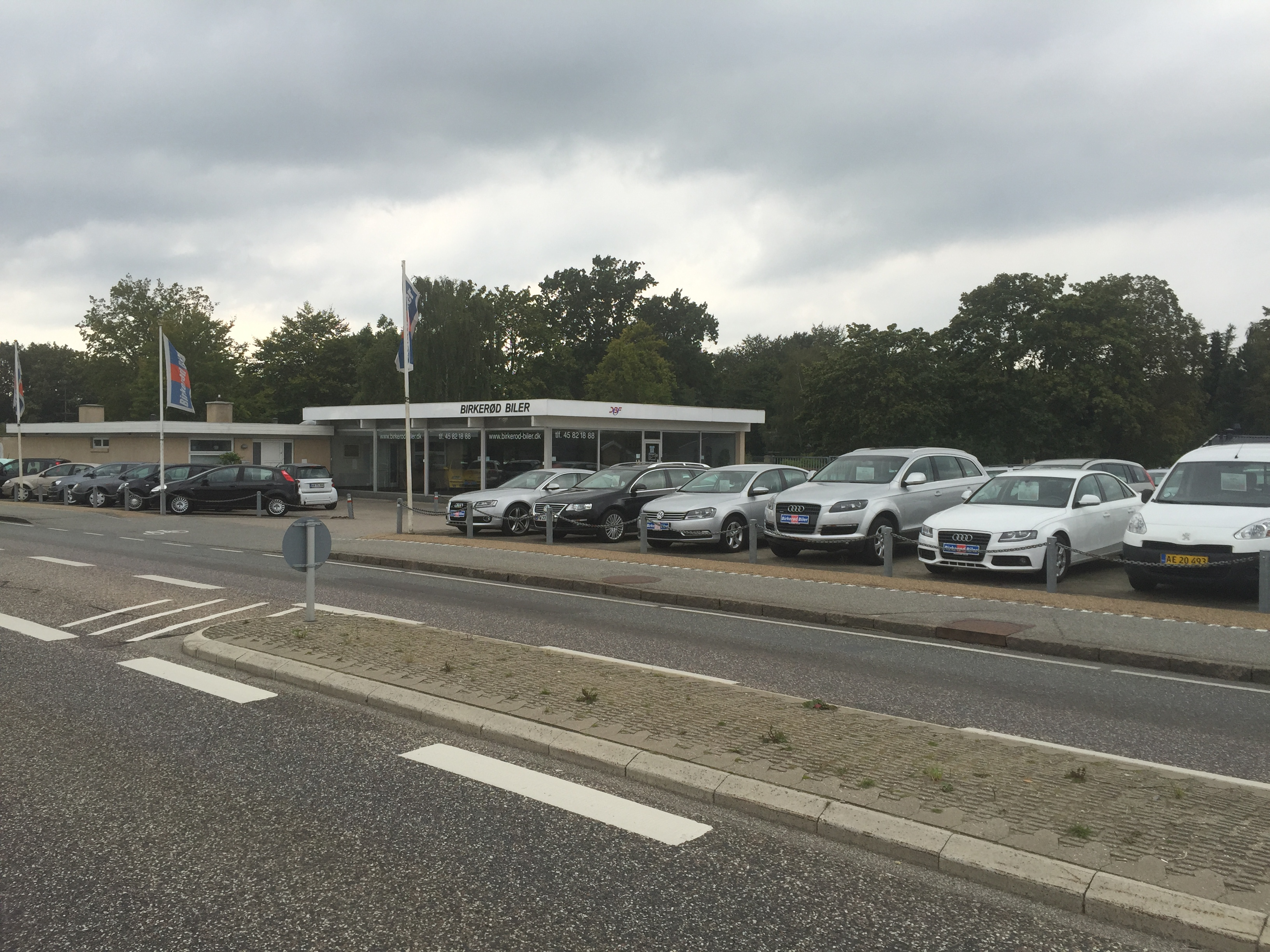
Ein Gebrauchtwagenhändler in Dänemark

Unter einem Gebrauchtwagen (in der Schweiz Occasion genannt) versteht man ein Fahrzeug, in der Regel einen Pkw, welches bereits mindestens einen Vorbesitzer hatte. Auf den Handel mit gebrauchten Fahrzeugen hat sich eine ganze eigene Branche eingestellt, die Gebrauchtwagenhändler.
Das schweizerische „Occasion“ kommt von französisch „Gelegenheit“. Auf Französisch, Italienisch, Spanisch und Portugiesisch bezeichnet „Occasión“, „Occasione“, „Ocasion“ resp. „Ocasião“ eine gebrauchte Ware (und keinesfalls den Gelegenheitskauf einer Neuware).

## Definition
Ist das Fahrzeug jünger als 12 Monate, spricht man auch von Jahreswagen. Diese bei den Käufern sehr beliebten Fahrzeuge sind bis zu 30 % günstiger als Neuwagen, haben aufgrund des geringen Alters selten Mängel und verfügen für eine Restlaufzeit meist noch über Gewährleistung (gegenüber dem Neuwagenverkäufer, zusätzlich zur Gewährleistung gegenüber dem Jahreswagenverkäufer) und/oder Garantie (gegenüber dem Hersteller bzw. Importeur). Nicht zu den Gebrauchtwagen zählen Tageszulassungen.

## Gebrauchtwagenbewertung
Bei höherwertigen bzw. höherpreisigen Gebrauchtwagen ist das Hinzuziehen eines Gutachters (z. B. von TÜV, Dekra oder ADAC) vor dem Kauf anzuraten, um von fachkundiger Seite feststellen zu lassen, wie der technische Zustand des Fahrzeuges ist und welcher Preis gemessen am Zustand und den sonstigen Eigenschaften angemessen ist. Die preisgünstige Minimal-Lösung ist die Durchführung einer Hauptuntersuchung (HU), verbunden mit einem Hinweis des Kaufinteressenten an den Sachverständigen, man interessiere sich für den Zustand, weil man das Fahrzeug kaufen wolle. In der Regel wird der Fachmann dann über die Hauptuntersuchung hinaus mündlich wertvolle Hinweise zum Zustand geben sowie eventuell zum angemessenen Kaufpreis des Fahrzeugs.
Bewertungsdienste für Gebrauchtwagen in Deutschland sind außerdem die Schwacke-Liste und die Deutsche Automobil Treuhand GmbH (DAT). In Österreich, der Schweiz und fast allen weiteren europäischen Ländern gibt es den Schwacke-Dienst für Gebrauchtwagenwerte unter dem Namen Eurotax. Herausgeber dieser Dienste, einschließlich der Schwacke-Liste, ist die EurotaxGlass International AG mit Sitz in der Schweiz.
Einen unabhängigen und kostenlosen Dienst für die marktbasierte Bewertung von Gebrauchtwagen in Deutschland, Österreich sowie 8 weiteren europäischen Ländern bietet Autouncle. Die Meta-Suchmaschine sammelt, vergleicht und bewertet Fahrzeuganzeigen von über 1000 Gebrauchtwagenseiten in Europa. In den USA existiert ein Pendant unter der Bezeichnung Kelley Blue Book.

## Rechtsfragen
Bei einem Gebrauchtwagen ist, sofern keine besonderen Umstände gegeben sind, jedenfalls der normale alters- und gebrauchsbedingte Verschleiß üblich und hinzunehmen. Die Grenze für nicht mitteilungspflichtige Bagatellschäden ist bei Personenkraftwagen (Pkw) sehr eng zu ziehen. Als Bagatellschäden gelten bei PKW nur ganz geringfügige, äußere (Lack-)Schäden, nicht dagegen andere (Blech-)Schäden, auch wenn sie keine weitergehenden Folgen hatten und der Reparaturaufwand nur gering war. Die nach einem Unfall ausgetauschten Außenspiegel oder Glasscheiben fallen nicht mehr in die Kategorie der Bagatellschäden und müssen im Kaufvertrag erwähnt werden. Um einen Unfallwagen handelt es sich, wenn die Schäden über den Bagatellschaden hinausgehen. Der Charakter als Unfallwagen kann durch eine wie auch immer geartete Reparatur nicht verändert werden. Ein Verschweigen dieser Schäden ist eine arglistige Täuschung nach § 123 Abs. 1 BGB, weshalb der Kaufvertrag vom Käufer wirksam angefochten werden kann, was zur Unwirksamkeit des Kaufvertrages führt. Der Bundesgerichtshof (BGH) entschied im Juli 2007, dass Gebrauchtwagenkäufer den Gebrauchtwagen zurückgeben und den Kaufpreis zurückverlangen können, wenn sich ein Mangel innerhalb der ersten sechs Monate nach Kauf zeigt. Der Gebrauchtwagenverkäufer trägt die Beweislast, dass beim Verkauf der Mangel nicht vorlag.
Typische Mängel
Je nach Alter, Laufleistung, Hersteller und Modell sind unterschiedliche Mängel bei Gebrauchtwagen zu erwarten. Händler und andere gewerbliche Verkäufer (z. B. Unternehmen, Gewerbetreibende und Freiberufler beim Verkauf des Firmenwagens) sind zu einer 2-jährigen Gewährleistung (auch Sachmängelhaftung) gesetzlich verpflichtet, dürfen diese für Gebrauchtwagen jedoch vertraglich auf ein Jahr verkürzen (§ 476 Abs. 2 Satz 2 BGB). Die Gewährleistung gilt für den fehlerfreien (nicht mängelbehafteten) Zustand des Fahrzeuges bei der Übergabe, nicht jedoch für üblichen Verschleiß aus bisherigem Gebrauch, üblichen Verschleiß im Laufe des späteren Gebrauchs durch den Käufer oder spätere Schäden aus nicht bestimmungsgemäßem Gebrauch durch den Käufer, z. B. bei Motorschäden durch Tuning. Insbesondere haftet der Verkäufer auch für ihm unbekannte Sachmängel. Von Privatpersonen wird eine Gewährleistung (umgangssprachlich oft mit Garantie verwechselt) hingegen vertraglich meist komplett ausgeschlossen, und das Fahrzeug sollte vom Käufer vor dem Kauf besonders gründlich untersucht werden. In jedem Fall sind Verkäufer zu vollständigen und wahrheitsgemäßen Angaben über vorhandene Mängel und Schäden (z. B. Unfallschaden) verpflichtet.
Durch ein Gutachten (TÜV, Dekra oder ADAC) kann man sich als Gewerbetreibender beim Verkauf teilweise absichern, da die Mängel des Fahrzeuges alle benannt werden. Sollte der Käufer nach drei Monaten auf einen Mangel hinweisen, kann man durch das Gutachten belegen, dass der Mangel zum Zeitpunkt des Verkaufes nicht vorhanden war. Ein behobener Unfallschaden wird in dem Gutachten z. B. auch belegt. Wenn der Käufer das Gutachten unterschreibt, ist er vor dem Kauf über eventuelle Mängel informiert, und es kann zu keinen Missverständnissen mehr kommen.
Wer beim Kauf eines Gebrauchtwagens eine Händlergarantie abschließt, hat bei Inspektionen freie Wahl der Werkstatt. Klauseln, die den Käufer an die Werkstatt des Händlers binden, erklärte der BGH im Oktober 2009 für unwirksam.

## Wirtschaftliche Aspekte
Zu beachten ist, dass die günstigeren Neuwagen-Rabatte bei manchen Versicherern nur gewährt werden, wenn der Versicherungsnehmer der Erstbesitzer ist. Mehrwertsteuerrechtlich gilt ein Fahrzeug, das nicht mehr als 6000 km gelaufen oder nicht älter als sechs Monate ist, noch als Neuwagen, und es muss beim Einführen in einen anderen EU-Mitgliedstaat die jeweils dort übliche MwSt. entrichtet werden. Zulassungsbescheinigung und Fahrzeug-Identifizierungsnummer sollten auf Diebstahl, Formulardiebstahl, Manipulation oder andere Mängel überprüft werden. In Deutschland ist dies zum Schaden des Käufers nur sehr eingeschränkt möglich.
Der Wert eines Gebrauchtwagens ist der Verkehrswert. Als objektives Hilfsmittel der Preisfindung steht die Schwacke-Liste von Autovista zur Verfügung.
Auch beim Gebrauchtwagenkauf liegen asymmetrische Informationen zugrunde, weil der Verkäufer einen möglichst hohen Verkaufspreis erzielen will und deshalb Mängel verschweigen könnte, während der Käufer an der Kenntnis dieser Mängel interessiert ist. Dieses Phänomen ist der Kern des von George A. Akerlof im August 1970 beschriebenen The Market for Lemons. Der Käufer von Gebrauchtwagen unterliegt danach dem Risiko, ein Auto mit verdeckten mechanischen/technischen Problemen (englisch lemon) zu erwerben, weil die Verkäufer wertmindernde Eigenschaften verschweigen könnten.

## Gebrauchtwagenmarkt in Deutschland
| Halter                   | Anzahl    | Anteil  |
| ------------------------ | --------- | ------- |
| Besitzumschreibungen     | 6.030.874 | 100,0 % |
| davon Private Halter     | 5.633.246 | 93,4 %  |
| davon Gewerbliche Halter | 397.628   | 6,6 %   |

| Marke           | Anzahl    | Marktanteil |
| --------------- | --------- | ----------- |
| Volkswagen      | 1.260.287 | 20,9 %      |
| Mercedes-Benz   | 635.568   | 10,5 %      |
| Opel            | 551.135   | 9,1 %       |
| BMW             | 506.166   | 8,4 %       |
| Audi            | 466.752   | 7,7 %       |
| Ford            | 411.990   | 6,8 %       |
| Škoda           | 247.987   | 4,1 %       |
| Renault         | 204.802   | 3,4 %       |
| Seat            | 184.643   | 3,1 %       |
| FCA (Fiat)      | 154.819   | 2,6 %       |
| Hyundai         | 152.234   | 2,5 %       |
| Toyota          | 137.237   | 2,3 %       |
| Peugeot         | 137.040   | 2,3 %       |
| Kia             | 97.870    | 1,6 %       |
| Mazda           | 88.683    | 1,5 %       |
| Citroën         | 87.192    | 1,4 %       |
| Nissan          | 80.439    | 1,3 %       |
| Mini            | 73.392    | 1,2 %       |
| Smart           | 72.547    | 1,2 %       |
| Dacia           | 60.593    | 1,0 %       |
| Volvo           | 57.656    | 1,0 %       |
| Mitsubishi      | 52.720    | 0,9 %       |
| Suzuki          | 51.235    | 0,8 %       |
| Sonstige Marken | 257.797   | 4,4 %       |
| Insgesamt       | 6.030.874 | 100,0 %     |

## Wirtschaftswissenschaft
Der Wirtschaftswissenschaftler George A. Akerlof wählte 1970 in einem Aufsatz den Markt für Gebrauchtwagen, um mit ihm die Thematik der asymmetrischen Information zwischen zwei oder mehr Vertragsparteien zu erklären. Er behandelte die adverse Selektion, die auf dem Markt für Gebrauchtwagen vorhanden ist. Gebrauchtwagen gehören Akerlof zufolge vereinfachend zwei Güteklassen an, entweder zu den guten Gebrauchtwagen (englisch plums, peaches) oder den schlechten (englisch lemons). Während der Verkäufer der Gebrauchtwagen deren Qualität kennt (Informationsgrad: 100 %; vollständige Information), kann der Käufer (etwa ein Autohändler) nur eingeschränkt gute von schlechten Fahrzeugen unterscheiden (Informationsgrad: <100 %, unvollständige Information). Der Käufer ist mit dem Problem der „verdeckten Eigenschaften“ (englisch hidden characteristics) konfrontiert und muss einen Erwartungswert für die Qualität des Autos bilden. Er muss zudem Informationskosten aufwenden, um das Fahrzeug in eine der Güteklassen einordnen zu können. Ohne diese Kenntnis ist er nicht bereit, einen hohen Marktpreis zu bezahlen, sondern seine Zahlungsbereitschaft orientiert sich an der im Markt vorhandenen Durchschnittsqualität. Dieser Preis liegt aber unter dem Reservationspreis (einiger) der Anbieter von guten Wagen. Da dieser jedoch nicht den realen Marktwert für Fahrzeuge hoher Qualität widerspiegelt, sind die Verkäufer guter Gebrauchtwagen nicht mehr in der Lage, einen für sie adäquaten Preis zu erzielen. Die Verkäufer ziehen deshalb ihr Angebot für gute Gebrauchtwagen zu Gunsten schlechter Fahrzeuge zurück, so dass die Durchschnittsqualität auf dem Markt sinkt; der Markt für gute Gebrauchtwagen bricht zusammen (Marktversagen) oder entsteht erst gar nicht.
Akerlof erhielt für seine Arbeit im Jahre 2001 den Alfred-Nobel-Gedächtnispreis.

## Zeitschriften
- Gebrauchtwagen Praxis, Verlag Vogel Communications Group
- GW-trends, Verlag Springer Fachmedien München

## Rundfunkbericht
- SWR Doku: Belogen, betrogen, im Stich gelassen – Das miese Geschäft mit geklauten Gebrauchten auf YouTube, 6. Dezember 2023 (Laufzeit: 44:54 min.).